# Route départementale 766 (Puy-de-Dôme)
Pour les articles homonymes, voir Route départementale 766.
La route départementale 766, ou RD 766, est une route départementale du Puy-de-Dôme reliant Lempdes (Avenue de Thiers) à Clermont-Ferrand (Avenue du Brézet).
La RD 766 est classée route à grande circulation entre la RD 769 et la RN 89 à Clermont-Ferrand.

## Anciens numéros
- À l’origine : N 89
- Puis après la création de la voie rapide rejoignant l’A72 : D 8e[2],[3]

## Tracé
La RD 766 est une route en grande partie à 2×1 voies (l’avenue du Brézet entre la RD 769 et l’avenue de l’Agriculture étant à 2×2 voies), avec tout de même 6 giratoires.
- Lempdes
  - Rond-point de Chazal
  -  Échangeur entre RD 766 et RD 769
  - Avenue de Thiers
- Clermont-Ferrand
  - Avenue du Brézet

## Chantiers
- En 2007, la bretelle avec l’A711 menant vers Lyon et Thiers (à l’endroit où commençait l’A72, échangeur 1.3) est devenue un giratoire[4].
- Depuis 1994, une courte liaison (l’A712) relie les routes départementales 766, 2089 et 52 à l’autoroute A711 (au niveau de l’échangeur 1.4).

## Trafic
- Plus de 8 000 véhicules par jour avec un pic à 15 251 à Lempdes (moyenne 2006)[5].

## Lieux remarquables
- Aéroport international de Clermont-Ferrand, situé sur la commune d’Aulnat

## Lieux sensibles
- Lempdes : bouchons fréquents.